# Communauté de communes entre Monts et Dheune
La communauté de communes entre Monts et Dheune était une communauté de communes française, située dans le département de Saône-et-Loire et la région Bourgogne.

## Composition
Elle est composée des communes suivantes :
1. Aluze
2. Bouzeron
3. Chassey-le-Camp
4. Chamilly
5. Cheilly-lès-Maranges
6. Dennevy
7. Morey
8. Remigny
9. Saint-Bérain-sur-Dheune
10. Saint-Gilles
11. Saint-Léger-sur-Dheune
12. Saint-Sernin-du-Plain
13. Sampigny-lès-Maranges

## Historique
Le 1er janvier 2014, elle fusionne avec la communauté de communes autour du Couchois pour former la Communauté de communes Des Monts et des Vignes.

## Sources
- Le SPLAF (Site sur la Population et les Limites Administratives de la France)
- La base ASPIC